# Хамбо-лама

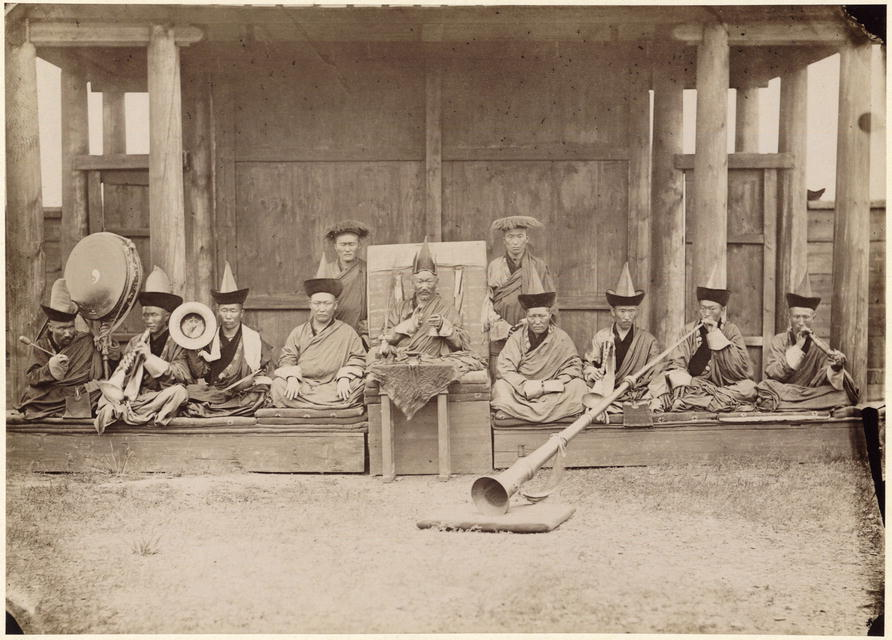
Хамбо-лама (у центрі) Гусіноозерського дацана. 1886 рік.

Хамбо-лама (тиб. མཁན་པོ་བླ་མ,   «старший чернець, учитель»; монг. хамба лам; бур. хамба лама) - спочатку вчене звання в школі гелуг тибетського буддизму, пізніше - настоятель монастиря. Нині також титул голови деяких регіональних буддійських організацій.

## Історія
Титул глави "Буддійської традиційної сангхі Росії" - Пандито Хамбо-лама (від санскр. "пандит" - вчений). Заснований у Бурятії в 1764 (бур. Бандида Хамба-лама). Найбільш відомий з них XII Пандито Хамбо-лама Ітігелов, тіло якого має феномен нетлінності. У 1919 році титул "Пандито-хамбо-лама" був на короткий час присвоєний главі тувинських буддистів Олександром Колчаком.
У 1944 році, коли після репресій у МНР був знову відкритий монастир Гандантегченлін, його настоятель, що носить титул Хамбо, став фактично головою всіх буддистів Монголії. Статус хамбо-лами Гандантегченліна, який згодом очолив Асоціацію буддистів Монголії, зберігається і донині (хоча в 2011—2012 роках посаду голови Асоціації обіймав Богдо-геген IX).
У Росії титул Хамбо також мають глави буддистів Тиви (Камби-лама) та Алтаю.
В даний час титул носять:
- XXIV Пандито Хамбо-лама - Дамба Бадмаєвич Аюшеєв.
- IX Камби лама - Сергій Олегович Сариглар (Його Преосвященство Гелек Нацик-Доржу).
- Хамбо-лама Алтаю - Мерген Васильович Шагаєв.
- Верховний (головний) Хамбо-лама (монг. тэргүүн хамба лам ) Гандантегченліна - Демберелійн Чойжамц, глава Асоціації буддистів Монголії.

## Список Пандито Хамбо-лам
| №     | Пандито Хамбо-лама       | Роки      | На посаді | Дацан                     | Резиденція         |
| ----- | ------------------------ | --------- | --------- | ------------------------- | ------------------ |
| I     | Дамба-Даржа Заяєв        | 1764—1776 | 12 років  | Цонгольський дацан        | Цонгольський дацан |
| II    | Содномпіл Хетерхєєв      | 1777—1780 | 10 років  | Цонгольський дацан        | — — —              |
| III   | Лубсан-Жимба Ахалдаєв    | 1780—1797 | 17 років  | Тамчинський дацан         | — — —              |
| IV    | Данзан-Димчік Єшижамсуєв | 1798—1809 | 11 років  | Тамчинський дацан         | — — —              |
| V     | Данзан-Гаван Єшижамсуєв  | 1809—1839 | 30 років  | Тамчинський дацан         | Тамчинський дацан  |
| VI    | Чойван-Доржо Єшижамсуєв  | 1839—1859 | 20 років  | Тамчинський дацан         | — — —              |
| VII   | Галсан-Чойроп Ванчиков   | 1860—1872 | 12 років  | Тамчинський дацан         | — — —              |
| VIII  | Чой Васильєв             | 1872—1873 | 1 роки    | Сартул-Гегетуйський дацан | — — —              |
| IX    | Шойдор Мархаєв           | 1873—1876 | 3 роки    | Ацагатський дацан         | — — —              |
| X     | Дампіл Гомбоєв           | 1876—1896 | 20 років  | Тамчинський дацан         | — — —              |
| XI    | Чойнзон-Доржи Иролтуєв   | 1896—1911 | 15 років  | Ацагатський дацан         | — — —              |
| XII   | Даші-Доржо Ітігелов      | 1911—1917 | 6 років   | Янгажинський дацан        | — — —              |
| XIII  | Намжил Лайдапов          | 1917—1919 | 2 роки    | Іройський дацан           | — — —              |
| XIV   | Гуро Цирємпілов          | 1919—1922 | 3 роки    | Ацагатський дацан         | — — —              |
| XV    | Цингужап Банієв          | 1922—1925 | 3 роки    | Тамчинський дацан         | — — —              |
| XVI   | Данжа Мункожапов         | 1925—1932 | 7 років   | Тамчинський дацан         | — — —              |
| XVII  | Лубсан-Німа Дармаєв      | 1946—1956 | 10 років  | Сартул-Булагський дацан   | Іволгинський дацан |
| XVIII | Єши-Доржи Шарапов        | 1956—1962 | 6 років   | Тамчинський дацан         | — — —              |
| XIX   | Жамбал-Доржи Гомбоєв     | 1963—1982 | 19 років  | Агинський дацан           | — — —              |
| XX    | Жимба-Жамсо Ердинєєв     | 1982—1989 | 7 років   | Агинський дацан           | — — —              |
| XXI   | Мунко Цибіков            | 1989—1992 | 3 роки    | Егітуйський дацан         | — — —              |
| XXII  | Жамьян Шагдаров          | 1992—1993 | 1 роки    | Іволгинський дацан        | — — —              |
| XXIII | Чой-Доржи Будаєв         | 1993—1995 | 2 роки    | Іволгинський дацан        | — — —              |
| XXIV  | Дамба Аюшеєв             | с 1995    | наразі    | Цонгольський дацан        | — — —              |